# Beluša
Beluša (in ungherese Bellus) è un comune della Slovacchia facente parte del distretto di Púchov, nella regione di Trenčín.